# Pachuca
Pachuca, officiellement Pachuca de Soto, est une ville mexicaine moyenne située à 94 km au nord de la cité de Mexico. C'est la capitale de l'État d'Hidalgo. 
Pachuca est surnommée la bella airosa (« la belle aérée ») en raison des forts vents de nord-est qui peuvent atteindre 75 km/h. La principale activité est l'exploitation des mines d'argent. Sa spécialité gastronomique est le paste.
La ville est considérée comme le berceau du football mexicain. Elle compte d'ailleurs une « université du football » (Université du football et des sciences sportives), un musée (Temple de la renommée du football international (es)) inauguré en 2011 et le Centro Interactivo Mundo Futbol. Le Club de Fútbol Pachuca y est établi depuis 1895.

## Personnalités liées
- Adriana Ángeles Lozada (1979-), judokate mexicaine, est née à Pachuca.